# Албијано (Лука)
Албијано (итал. Albiano) је насеље у Италији у округу Лука, региону Тоскана.
Према процени из 2011. у насељу је живело 303 становника. Насеље се налази на надморској висини од 421 м.